# Jakob Kaiser (homme politique)
Pour les articles homonymes, voir Jakob Kaiser et Kaiser.
Jakob Kaiser, né le 8 février 1888 à Hammelburg et décédé le 7 mai 1961 à Berlin, est un homme politique allemand de tendance chrétienne-démocrate.
Membre du Parti du centre allemand sous la République de Weimar, il s'engage dans la résistance au Troisième Reich dès les débuts du régime nazi et reste actif jusqu'à la fin de la Seconde Guerre mondiale. Il prend ensuite part à la fondation de l'Union chrétienne-démocrate dans la zone soviétique d'occupation, mais doit rapidement se réfugier à l'Ouest. En 1949, il devient ministre fédéral des Questions pan-allemandes de l'Allemagne de l'Ouest, dans le premier gouvernement du pays. Il le quitte en 1957 et se retire alors de la vie politique.

## Éléments personnels
Relieur de profession, père de deux enfants, il épouse en 1918 Therese Mohr, décédée en 1952. Un an plus tard, il se remarie avec Elfriede Kaiser-Nebgen.
Il est enterré au Waldfriedhof Zehlendorf, dans le quartier de Berlin-Nikolassee, sa sépulture étant distinguée comme « tombe d'honneur ».

## Vie politique

### Opposant au nazisme
Il siège six mois au Reichstag en 1933, sous les couleurs du Parti du Centre (Zentrum), tout en siégeant au Groupe de direction des syndicats unis (FVG), qui s'oppose aux Nazis dans leur volonté de fonder un syndicat unique, le Front allemand du travail (DAF), qui voit finalement le jour.
Il rejoint l'année suivante la résistance au nazisme, et travaille en étroite collaboration avec Wilhelm Leuschner et Max Habermann (de). Suspecté de trahison, il passe quelques mois dans une prison de la Gestapo en 1938 mais continue à œuvrer contre le Troisième Reich, collaborant notamment avec Carl Friedrich Goerdeler. À la suite de l'attentat manqué contre Hitler du 20 juillet 1944, il parvient à échapper à la vague d'arrestations en se cachant dans les sous-sols du quartier de Babelsberg, à Potsdam. Toutefois, son épouse, sa fille aînée, ainsi que ses beaux-frères et belles-sœurs sont placés en garde à vue.

### Dans la zone soviétique
Après la Seconde Guerre mondiale, il participe à la fondation de l'Union chrétienne-démocrate d'Allemagne (CDU) dans la zone d'occupation soviétique. Avec ses camarades, il tente sans succès de lutter contre la fracture toujours plus grande entre les anciens Alliés, qui occupent tous une zone en Allemagne. Il échoue également à empêcher la satellisation de sa formation par le Parti socialiste unifié d'Allemagne (SED), créé de toutes pièces par les Soviétiques. En décembre 1947, il est déposé de la présidence de la CDU par décision des autorités militaires d'occupation.

### Sous la RFA: un chrétien de gauche
Il se réfugie ensuite à Berlin-Ouest et adhère à l'Union chrétienne-démocrate d'Allemagne (CDU) de Konrad Adenauer, dont il critique l'orientation pro-occidentale, lui préférant une Allemagne neutre et réunifiée. Avec Karl Arnold, il appartient au courant des anciens syndicalistes chrétiens résistants réclamant la nationalisation des industries stratégiques.
Après avoir été représentant de Berlin-Ouest au conseil parlementaire entre 1948 et 1949, il est élu député fédéral de Rhénanie-du-Nord-Westphalie au Bundestag lors des premières élections fédérales ouest-allemandes, le 14 août 1949, dans la circonscription Essen III. Le 20 septembre suivant, Jakob Kaiser est nommé ministre fédéral des Questions pan-allemandes dans le gouvernement de Konrad Adenauer. Il est élu l'année suivante vice-président fédéral de la CDU, et occupe ce poste huit ans. Lors de la campagne des élections fédérales de 1953, il se prononce ouvertement pour la constitution d'une grande coalition avec les sociaux-démocrates, sans que son idée ne soit retenue ni sa position gouvernementale affectée. En 1955, il fait campagne en faveur de la réintégration du protectorat de Sarre à l'occasion du référendum sur la question, et dont le résultat conduira au rattachement du Land à l'Allemagne de l'Ouest le 1er janvier 1957. Il quitte le Bundestag et le gouvernement à la fin de cette même année, puis l'appareil de son parti en 1958.

## Hommage
Les bâtiments situés à proximité entre le Palais du Reichstag et la Pariser Platz à Berlin, abritant en partie des bureaux du parlement fédéral allemand, ont été baptisés en sa mémoire Jakob-Kaiser-Haus (de).